# Campionati mondiali juniores di bob
I campionati mondiali juniores di bob sono una competizione sportiva organizzata dalla Federazione Internazionale di Bob e Skeleton (IBSF) in cui si assegnano i titoli mondiali della categoria junior nelle diverse specialità del bob. Si disputano ogni anno.
Vi possono partecipare esclusivamente gli atleti e le atlete che non abbiano compiuto i 26 anni alla data in cui si svolge la competizione e tutti coloro che hanno raggiunto o raggiungeranno tale età nel periodo che va dal 1º ottobre al 31 marzo della stagione di riferimento. 
I primi campionati mondiali juniores si disputarono nel 1987 nelle discipline del bob a due e del bob a quattro maschile. Nel 2005 venne introdotta nel calendario delle competizioni anche la gara di bob a due femminile.
A partire dall'edizione 2017 è stato introdotto anche il titolo mondiale juniores riservato agli atleti under 23, disputato con la modalità gara nella gara e assegnato tramite una classifica separata. Le atlete e gli atleti possono inoltre concorrere per entrambe le graduatorie qualora rispettassero i requisiti anagrafici.

## Albo d'oro

### Bob a due donne
| Anno | Luogo                | Oro                                              | Argento                                             | Bronzo                                        |
| ---- | -------------------- | ------------------------------------------------ | --------------------------------------------------- | --------------------------------------------- |
| 2005 | Winterberg           | Romania Maria Spirescu Viorica Țigău             | Svizzera Sabina Hafner Melanie Zürcher              | Italia Jessica Gillarduzzi Fabiana Mollica    |
| 2006 | Igls                 | Germania Cathleen Martini Janine Tischer         | Canada Helen Upperton Kaillie Simundson             | Svizzera Sabina Hafner Fabienne Meyer         |
| 2007 | Altenberg            | Svizzera Sabina Hafner Cora Huber                | Canada Kaillie Simundson Jaime Cruickshank          | Canada Lisa Szabon Karlyn Serby               |
| 2008 | Igls                 | Svizzera Fabienne Meyer Marina Gilardoni         | Germania Stefanie Szczurek Patricia Polifka         | Russia Anastasija Tambovceva Ol'ga Fëdorova   |
| 2009 | Schönau am Königssee | Svizzera Sabina Hafner Hanne Schenk              | Germania Stefanie Szczurek Christin Senkel          | Russia Ol'ga Fëdorova Ljudmila Udobkina       |
| 2010 | Sankt Moritz         | Svizzera Sabina Hafner Marina Gilardoni          | Germania Stefanie Szczurek Stephanie Schneider      | Austria Christina Hengster Inga Versen        |
| 2011 | Park City            | Regno Unito Paula Walker Rebekah Wilson          | Stati Uniti Elana Meyers JennaBree Tollestrup-Brown | Germania Stefanie Szczurek Franziska Bertels  |
| 2012 | Igls                 | Austria Christina Hengster Anna Feichtner        | Germania Stefanie Szczurek Franziska Bertels        | Germania Carolin Zenker Stephanie Schneider   |
| 2013 | Igls                 | Germania Miriam Wagner Franziska Fritz           | Germania Stefanie Szczurek Erline Nolte             | Regno Unito Mica McNeill Nikki McSweeney      |
| 2014 | Winterberg           | Germania Miriam Wagner Erline Nolte              | Svizzera Edith Burkard Elisabeth Graf               | Germania Sandra Kroll Sarah Noll              |
| 2015 | Altenberg            | Germania Miriam Wagner Lisa-Marie Buckwitz       | Germania Sandra Kroll Franziska Fritz               | Belgio An Vannieuwenhuyse Lies Defreyne       |
| 2016 | Winterberg           | Germania Stephanie Schneider Lisa-Marie Buckwitz | Germania Kim Kalicki Ann-Christin Strack            | Germania Sabrina Duljevic Lisa Sophie Gericke |
| 2017 | Winterberg           | Regno Unito Mica McNeill Mica Moore              | Germania Anna Köhler Franziska Fritz                | Germania Kim Kalicki Lisa Sophie Gericke      |
| 2018 | Sankt Moritz         | Romania Andreea Grecu Florentina Iusco           | Germania Laura Nolte Lavinia Pittschaft             | Germania Kim Kalicki Lena Zelichowski         |
| 2019 | Schönau am Königssee | Austria Katrin Beierl Jennifer Onasanya          | Romania Andreea Grecu Teodora Vlad                  | Germania Kim Kalicki Kira Lipperheide         |
| 2020 | Winterberg           | Germania Kim Kalicki Kira Lipperheide            | Russia Ljubov' Černych Elena Mamedova               | Cina Ying Qing Du Jiani                       |
| 2021 | Sankt Moritz         | Germania Laura Nolte Deborah Levi                | Germania Lisa Buckwitz Cynthia Kwofie               | Svizzera Melanie Hasler Nadja Pasternack      |

### Bob a due uomini
| Anno | Luogo                | Oro                                             | Argento                                            | Bronzo                                                                            |
| ---- | -------------------- | ----------------------------------------------- | -------------------------------------------------- | --------------------------------------------------------------------------------- |
| 1987 | Sarajevo             | Germania Est Hans-Joachim Schurack Ronald Stein | Germania Ovest Herbert Sellmeier Markus Zimmermann | Germania Ovest Dirk Wiese Rolf Stockum                                            |
| 1988 | Winterberg           | Germania Ovest Peter Hinz Rainer Schmidt        | Germania Ovest Dirk Wiese Olaf Hampel              | Unione Sovietica Oleg Suchoručenko Vladimir Ljubovickij                           |
| 1989 | Sankt Moritz         | Germania Ovest Peter Hinz Andreas Reisch        | Unione Sovietica Rodžers Lodziņš Jānis Ģērmanis    | Germania Est René Thierfelder Frank Lorenz                                        |
| 1990 | Cervinia             | Germania Est René Thierfelder Ulf Hielscher     | Germania Ovest Peter Hinz Andreas Reisch           | Unione Sovietica Gunters Lorsbergs Igor Borherts                                  |
| 1991 | Cortina d'Ampezzo    | Germania Sepp Dostthaler Mike Sehr              | Svizzera Stefan Marty Marcel Siegenthaler          | Regno Unito Sean Olsson Paul Field                                                |
| 1992 | Winterberg           | Austria Kurt Einberger Christian Swette         | Germania Jan Lehmann Ulf Hielscher                 | Germania Frank Jacob Michael Liekmeier                                            |
| 1993 | Cortina d'Ampezzo    | Germania Jan Lehmann Ulf Hielscher              | Lettonia Rodžers Lodziņš Egīls Bojārs              | Canada Pierre Lueders Jeremy Stewart                                              |
| 1994 | Sankt Moritz         | Germania René Spies Sven Peter                  | Lettonia Rodžers Lodziņš Egīls Bojārs              | nd                                                                                |
| 1995 | Lillehammer          | Germania René Spies Thomas Platzer              | Norvegia Arnfinn Kristiansen Bjarne Røyland        | nd                                                                                |
| 1996 | Cortina d'Ampezzo    | Germania Stephan Bosch Udo Lehmann              | Germania André Lange Christoph Heyder              | nd                                                                                |
| 1997 | Altenberg            | Germania André Lange Christoph Heyder           | Germania René Spies Udo Lehmann                    | Svizzera Ivo Rüegg Stefan Bamert                                                  |
| 1998 | Cortina d'Ampezzo    | Germania André Lange Enrico Kühn                | Svizzera Martin Annen Jürg Schaufelberger          | Italia Christian Caldara Michael Pasquazzo                                        |
| 1999 | Altenberg            | Germania René Spies Franz Sagmeister            | Germania Matthias Höpfner René Hoppe               | Svizzera Ralph Rüegg Stefan Hammer                                                |
| 2000 | Calgary              | Svizzera Martin Annen Beat Hefti                | Germania Ruben Feisthauer Franz Sagmeister         | Germania Matthias Höpfner René Hoppe                                              |
| 2001 | Igls                 | Svizzera Reto Rüegg Stefan Hammer               | Russia Evgenij Popov nd                            | Germania Matthias Höpfner Marc Kühne                                              |
| 2002 | Sankt Moritz         | Germania Matthias Höpfner Marc Kühne            | Canada Jayson Krause Mark LeBlanc                  | Germania Ruben Feisthauer Norman Dannhauer                                        |
| 2003 | Schönau am Königssee | Germania Ruben Feisthauer Norman Dannhauer      | Polonia Dawid Kupczyk Marcin Płacheta              | Germania Andreas Zschocke Lutz Buggel                                             |
| 2004 | Cortina d'Ampezzo    | Lettonia Jānis Miņins Juris Latišs              | Svizzera Urs Hefti Beat Hefti                      | Germania Karl Angerer Andreas Udvari                                              |
| 2005 | Winterberg           | Germania Christoph Gaisreiter Alex Mann         | Svizzera Francisco Baños Roman Handschin           | Svizzera Urs Hefti Bruno Zurfluh                                                  |
| 2006 | Igls                 | Svizzera Urs Hefti Roman Handschin              | Russia Dmitrij Abramovič Roman Orešnikov           | Germania Manuel Machata Andreas Porth                                             |
| 2007 | Altenberg            | Germania Maximilian Arndt Alexander Rödiger     | Germania Oliver Harraß Lucas Kuske                 | Russia Dmitrij Abramovič Roman Orešnikov                                          |
| 2008 | Igls                 | Svizzera Gregor Baumann Jürg Egger              | Germania Oliver Harraß Peter Tiefert               | Russia Aleksandr Kas'janov Sergej Prudnikov                                       |
| 2009 | Schönau am Königssee | Russia Dmitrij Abramovič Sergej Prudnikov       | Germania Manuel Machata Richard Adjei              | Germania Benjamin Schmid Florian Becke                                            |
| 2010 | Sankt Moritz         | Germania Maximilian Arndt Alexander Rödiger     | Germania Manuel Machata Andreas Bredau             | Germania Oliver Harraß Christoph Gernand                                          |
| 2011 | Park City            | Germania Francesco Friedrich Marko Hübenbecker  | Germania Maximilian Arndt Martin Putze             | Germania Oliver Harraß Roman-Mark Stoutjesdijk                                    |
| 2012 | Igls                 | Lettonia Oskars Melbārdis Jānis Strenga         | Germania Benjamin Schmid Marko Hübenbecker         | Paesi Bassi Ivo de Bruin Bror van der Zijde                                       |
| 2013 | Igls                 | Germania Francesco Friedrich Gino Gerhardi      | Russia Aleksej Stul'nev Aleksej Puškarëv           | Lettonia Oskars Ķibermanis Raivis Zīrups                                          |
| 2014 | Winterberg           | Germania Nico Walther Tino Paasche              | Germania Albrecht Klammer Christian Schmacht       | Austria Benjamin Maier Markus Sammer                                              |
| 2015 | Altenberg            | Germania Richard Oelsner Eric Franke            | Germania Christoph Hafer Paul Krenz                | Lettonia Oskars Ķibermanis Vairis Leiboms                                         |
| 2016 | Winterberg           | Germania Johannes Lochner Joshua Bluhm          | Germania Christoph Hafer Marc Rademacher           | Germania Richard Oelsner Paul Krenz                                               |
| 2017 | Winterberg           | Germania Richard Oelsner Alexander Schüller     | Germania Pablo Nolte Christopher Weber             | Germania Bennet Buchmüller Niklas Scherer e Rep. Ceca Dominik Dvořák Jan Šindelář |
| 2018 | Sankt Moritz         | Germania Richard Oelsner Alexander Schüller     | Germania Christoph Hafer Tobias Schneider          | Austria Benjamin Maier Kilian Walch                                               |
| 2019 | Schönau am Königssee | Germania Richard Oelsner Issam Ammour           | Austria Markus Treichl Kilian Walch                | Russia Rostislav Gajtjukevič Aleksej Zajcev                                       |
| 2020 | Winterberg           | Germania Richard Oelsner Malte Schwenzfeier     | Russia Rostislav Gajtjukevič Michail Mordasov      | Germania Maximilian Illmann Eric Strauss                                          |
| 2021 | Sankt Moritz         | Germania Hans Peter Hannighofer Christian Röder | Svizzera Michael Vogt Sandro Michel                | Romania Mihai Cristian Tentea Ciprian Nicolae Daroczi                             |

### Bob a quattro uomini
| Anno | Luogo                | Oro                                                                              | Argento | Bronzo                                                                           |
| ---- | -------------------- | -------------------------------------------------------------------------------- | --- | -------------------------------------------------------------------------------- |
| 1987 | Sarajevo             | Germania Ovest Herbert Sellmeier Dirk Wiese Rolf Stockum Markus Zimmermann       | Germania Est Jens Ränger Harald Czudaj Heiko Querner Alexander Szelig                                                                    | Germania Ovest Hans Angerer Günter Grundner Steffen Pfeiffer Peter Firl          |
| 1988 | Winterberg           | Germania Ovest Herbert Sellmeier nd                                              | Germania Ovest Peter Hinz nd | Austria Hubert Schösser nd                                                       |
| 1989 | Sankt Moritz         | Germania Est René Thierfelder Axel Weber Torsten Wirth Frank Lorenz              | Germania Ovest Herbert Sellmeier Fink Brettschneider Peter Esenwein                                                                      | Francia Bruno Mingeon Philippe Guérin Didier Stil Philippe Tanchon               |
| 1990 | Cervinia             | Francia Éric Alard Max Robert nd                                                 | Germania Est Matthias Benesch Sven Rühr nd                                                                                               | Germania Est nd                                                                  |
| 1991 | Cortina d'Ampezzo    | Germania Jan Lehmann Ulf Hielscher Sven Jacob Sven Rühr                          | Germania Sepp Dostthaler Mike Sehr Peter Bork Axel Roos                                                                                  | Regno Unito nd                                                                   |
| 1992 | Winterberg           | Germania Stephan Bosch Thomas Platzer Oliver Felsen Kufner                       | Germania nd Christoph Bartsch Michael Liekmeier nd                                                                                       | Austria nd                                                                       |
| 1993 | Cortina d'Ampezzo    | Germania Matthias Benesch Karsten May Thomas Lebsa Axel Jang                     | Germania Jan Lehmann Ulf Hielscher Silvio Sauerbrei Sven Rühr                                                                            | Italia Maurizio Giannuzzi Siorpaes Di Napoli Tavagna                             |
| 1994 | Sankt Moritz         | Germania Matthias Benesch Thomas Lebsa nd                                        | Germania nd Sven Rühr Lars Behrendt nd                                                                                                   | Svizzera Adrian Gaberthüel nd                                                    |
| 1995 | Lillehammer          | Germania nd Oliver Felsen nd                                                     | Germania André Lange Lars Behrendt Christoph Heyder nd                                                                                   | Norvegia Arnfinn Kristiansen Bjarne Røyland nd                                   |
| 1996 | Cortina d'Ampezzo    | Germania Stephan Bosch Udo Lehmann Andre Zill Ingo Seibert                       | Germania André Lange Christoph Heyder Lars Behrendt Magnus Knigge                                                                        | Germania René Spies Volker Plass Christoph Bartsch Michael Liekmeier             |
| 1997 | Altenberg            | Germania André Lange Christoph Heyder Enrico Kühn Daniel Gärtner                 | Germania René Spies Udo Lehmann Volker Plass Christoph Dylewski                                                                          | Svizzera Ivo Rüegg Martin Annen Stefan Bamert Marc Kälin                         |
| 1998 | Cortina d'Ampezzo    | Germania André Lange Magnus Knigge Christoph Heyder Lars Behrendt                | Italia Ernesto Caldara nd | Germania Matthias Höpfner Enrico Kühn Daniel Gärtner nd                          |
| 1999 | Altenberg            | Germania André Lange Enrico Kühn René Hoppe Lars Behrendt                        | Germania Matthias Höpfner Daniel Gärtner Marc Kühne Magnus Knigge                                                                        | Svizzera Ralph Rüegg Stefan Keller Stefan Hammer Elmar Schaufelberger            |
| 2000 | Calgary              | Svizzera Martin Annen Daniel Schmid Beat Hefti Silvio Schaufelberger             | Germania Ruben Feisthauer Silvio Kästner Ronny Listner Jan Landschreiber                                                                 | Germania Matthias Höpfner Franz Sagmeister Marc Kühne Daniel Gärtner             |
| 2001 | Igls                 | Svizzera Reto Rüegg Daniel Schmid Stefan Hammer Elmar Schaufelberger             | Russia Evgenij Popov nd | Germania Matthias Höpfner Andreas Barucha Marc Kühne Enrico Kühn                 |
| 2002 | Sankt Moritz         | Germania Matthias Höpfner Marc Kühne Daniel Gärtner Andreas Barucha              | Germania Ruben Feisthauer Ronny Listner Silvio Kästner Norman Dannhauer                                                                  | Lettonia Jānis Miņins Ivo Erdmanis Juris Latišs Inesis Zaporožecs                |
| 2003 | Schönau am Königssee | Germania Ruben Feisthauer Ronny Listner Norman Dannhauer Daniel Hoch-Kraft       | Germania Karl Angerer Ronny Satzepfand Stefan Rüdiger Florian Becke                                                                      | Germania Andreas Zschocke Oliver Hüttig Lutz Buggel Thomas Pöge                  |
| 2004 | Cortina d'Ampezzo    | Lettonia Jānis Miņins Juris Latišs Ainārs Podnieks Inesis Zaporožecs             | Germania Thomas Florschütz Ronny Listner Norman Dannhauer Thomas Müller                                                                  | Germania Karl Angerer Christian Reppe Andreas Udvari Thomas Pöge                 |
| 2005 | Winterberg           | Germania Christoph Gaisreiter Alex Mann Matthias Adolf Stephan Seeck             | Germania Sven Rocho Tobias Schäpe Norman Dannhauer Thorsten Kuschel                                                                      | Svizzera Francisco Baños Gregor Baumann Mario von Arx Roman Handschin            |
| 2006 | Igls                 | Germania Manuel Machata Florian Becke Michail Makarow Benjamin Mielke            | Germania Christoph Gaisreiter Alex Mann Christian Reppe Sascha Schelte                                                                   | Germania Sven Rocho Andreas Porth Andreas Udvari Alexander Rödiger               |
| 2007 | Altenberg            | Russia Dmitrij Abramovič Roman Orešnikov Dmitrij Trunenkov Jurij Selichov        | Germania Maximilian Arndt Lucas Kuske René Tiefert Peter Tiefert                                                                         | Germania Manuel Machata Alex Mann Florian Becke Michail Makarow                  |
| 2008 | Igls                 | Russia Dmitrij Abramovič Roman Orešnikov Dmitrij Trunenkov Pëtr Moiseev          | Germania Maximilian Arndt René Tiefert Robert Schönborn Alexander Rödiger                                                                | Germania Manuel Machata Richard Adjei Michail Makarow Florian Becke              |
| 2009 | Schönau am Königssee | Russia Dmitrij Abramovič Pëtr Moiseev Andrej Jurkov Sergej Prudnikov             | Germania Manuel Machata Richard Adjei Michail Makarow Florian Becke                                                                      | Germania Oliver Harraß Gino Gerhardi Robert Göthner Jan Speer                    |
| 2010 | Sankt Moritz         | Germania Manuel Machata Gino Gerhardi Andreas Bredau Michail Makarow             | Russia Nikita Zacharov Denis Moisejčenkov Andrej Jurkov Aleksej Kireev                                                                   | Germania Maximilian Arndt René Tiefert Alexander Rödiger Martin Rostig           |
| 2011 | Park City            | Germania Maximilian Arndt Jan Speer Alexander Rödiger Martin Putze               | Germania Francesco Friedrich David Friedrich Jannis Bäcker Tino Paasche                                                                  | Russia Nikita Zacharov Pëtr Moiseev Aleksej Kireev Sergej Prudnikov              |
| 2012 | Igls                 | Lettonia Oskars Melbārdis Helvijs Lūsis Arvis Vilkaste Jānis Strenga             | Russia Nikita Zacharov Jurij Selichov Il'vir Chuzin Pëtr Moiseev                                                                         | Germania Benjamin Schmid Marko Hübenbecker Steven Deja Fabian Heinemann          |
| 2013 | Igls                 | Germania Francesco Friedrich Thorsten Margis Gino Gerhardi Florian Kunze         | Lettonia Oskars Ķibermanis Helvijs Lūsis Raivis Zīrups Vairis Leiboms                                                                    | Germania Matthias Böhmer Maximilian Timme Axel Christ Pierre Jaques              |
| 2014 | Winterberg           | Germania Albrecht Klammer Phillipp Knötzsch Pierre Jaques Florian Kunze          | Russia Maksim Andrianov Pavel Utkin Jurij Čubakov Vladimir Zajcev e Germania Matthias Böhmer Axel Christ Johannes Lochner Philipp Wobeto |                                                                                  |
| 2015 | Altenberg            | Germania Christoph Hafer Marc Rademacher Michael Salzer Jakob-Kilian Trenkler    | Lettonia Oskars Ķibermanis Matīss Miknis Raivis Zīrups Vairis Leiboms                                                                    | Austria Benjamin Maier Stefan Laussegger Franz Esterhammer Angel Somov           |
| 2016 | Winterberg           | Germania Johannes Lochner Sebastian Mrowka Joshua Bluhm Matthias Sommer          | Austria Benjamin Maier Angel Somov Marco Rangl Dănuț Ion Moldovan                                                                        | Rep. Ceca Dominik Dvořák Jaroslav Kopřiva Jan Šindelář Jakub Nosek               |
| 2017 | Winterberg           | Germania Bennet Buchmüller Benedikt Hertel Niklas Scherer Costa Tonga Laurenz    | Germania Christoph Hafer Michael Salzer Paul Krenz Markus Reichle                                                                        | Russia Dmitrij Popov Andrej Kazancev Ivan Kardakov Michail Mordasov              |
| 2018 | Sankt Moritz         | Germania Pablo Nolte Alexander Mair Matthias Sommer Florian Bauer                | Germania Christoph Hafer Michael Salzer Sebastian Mrowka Tobias Schneider                                                                | Germania Bennet Buchmüller Benedikt Hertel Christian Hammers Costa Tonga Laurenz |
| 2019 | Schönau am Königssee | Germania Richard Oelsner Issam Ammour Eric Strauss Costa Laurenz                 | Austria Markus Treichl Kilian Walch Sebastian Mitterer Kristian Huber                                                                    | Svizzera Michael Vogt Alain Knuser Silvio Weber Sandro Michel                    |
| 2020 | Winterberg           | Russia Rostislav Gajtjukevič Andrej Kazancev Vladislav Žarovcev Michail Mordasov | Germania Richard Oelsner Henrik Bosse Eric Strauss Lukas Frytz                                                                           | Germania Jonas Jannusch Max Neumann Tim Gessenhardt Bastian Heber                |
| 2021 | Sankt Moritz         | Svizzera Michael Vogt Silvio Weber Sandro Michel Andreas Haas                    | Germania Jonas Jannusch Henrik Bosse Max Neumann Bastian Heber                                                                           | Germania Maximilian Illmann Hannes Schenk Felix Dahms Eric Strauss               |

## Albo d'oro Under 23

### Bob a due donne
| Anno | Luogo                | Oro                                      | Argento                                        | Bronzo                                            |
| ---- | -------------------- | ---------------------------------------- | ---------------------------------------------- | ------------------------------------------------- |
| 2017 | Winterberg           | Germania Kim Kalicki Lisa Sophie Gericke | Russia Ljubov' Černych Julija Belomestnych     | Russia Alena Osipenko Elena Mamedova              |
| 2018 | Sankt Moritz         | Germania Laura Nolte Lavinia Pittschaft  | Russia Polina Nazaruk Victorija Šabalina       | Cina Ying Qing He Xinyi                           |
| 2019 | Schönau am Königssee | Germania Kim Kalicki Kira Lipperheide    | Germania Laura Nolte Deborah Levi              | Cina Ying Qing Tan Yinghui                        |
| 2020 | Winterberg           | Germania Kim Kalicki Kira Lipperheide    | Cina Ying Qing Du Jiani                        | Russia Anastasija Makarova Aleksandra Iokst       |
| 2021 | Sankt Moritz         | Francia Margot Boch Madison Stringer     | Russia Anastasija Makarova Anastasija Kuryševa | Slovacchia Viktória Čerňanská Patrícia Horváthová |

### Bob a due uomini
| Anno | Luogo                | Oro                                                   | Argento                                                   | Bronzo                                                |
| ---- | -------------------- | ----------------------------------------------------- | --------------------------------------------------------- | ----------------------------------------------------- |
| 2017 | Winterberg           | Germania Richard Oelsner Alexander Schüller           | Russia Dmitrij Popov Michail Mordasov                     | Germania Jonas Jannusch Benedikt Hertel               |
| 2018 | Sankt Moritz         | Germania Richard Oelsner Alexander Schüller           | Romania Mihai Cristian Tentea Ciprian Nicolae Daroczi     | Germania Jonas Jannusch Benedikt Hertel               |
| 2019 | Schönau am Königssee | Germania Jonas Jannusch Benedikt Hertel               | Svizzera Michael Vogt Sandro Michel                       | Romania Mihai Cristian Tentea Ciprian Nicolae Daroczi |
| 2020 | Winterberg           | Romania Mihai Cristian Tentea Ciprian Nicolae Daroczi | Germania Hans Peter Hanninghofer Erec Maximilian Bruckert | Cina Sun Kaizhi Zhen Heng                             |
| 2021 | Sankt Moritz         | Romania Mihai Cristian Tentea Ciprian Nicolae Daroczi | Lettonia Dāvis Kaufmanis Ivo Dans Kleinbergs              | Russia Vjačeslav Popov Egor Grjaznov                  |

### Bob a quattro uomini
| Anno | Luogo                | Oro                                                                     | Argento                                                                               | Bronzo                                                                        |
| ---- | -------------------- | ----------------------------------------------------------------------- | ------------------------------------------------------------------------------------- | ----------------------------------------------------------------------------- |
| 2017 | Winterberg           | Russia Dmitrij Popov Andrej Kazancev Ivan Kardakov Michail Mordasov     | Russia Aleksandr Bredichin Rostislav Gajtjukevič Vladislav Žarovcev Sergej Sysoev     | Romania Mihai Tentea Raul Dobre Ionel Cojan Andrei Bugheanu                   |
| 2018 | Sankt Moritz         | Germania Richard Oelsner Benedikt Hertel Alexander Schüller Paul Straub | Svizzera Michael Vogt Alain Knuser Silvio Weber Sandro Michel                         | Russia Aleksandr Bredichin Denis Korotkov Vladislav Žarovcev Georgij Kuzmenko |
| 2019 | Schönau am Königssee | Cina Sun Kaizhi Liu Wei Wu Qingze Wu Zhitao                             | Romania Mihai Cristian Tentea Raul Dobre Ciprian Nicolae Daroczi Andrei Bugheanu      | non assegnato                                                                 |
| 2020 | Winterberg           | Cina Sun Kaizhi Shi Hao Zhen Heng Ye Jielong                            | Germania Hans Peter Hanninghofer Erec Maximilian Bruckert Christian Röder Paul Hensel | Russia Grigorij Voloskov Maksim Ban'kov Sergej Baklanov Egor Grjaznov         |
| 2021 | Sankt Moritz         | Russia Vjačeslav Popov Dmitrij Abramov Andrej Andrijanov Egor Grjaznov  | non assegnato                                                                         | non assegnato                                                                 |